# Nuno Perez Sandeu
Nuno Perez Sandeu (fl. XIII secolo) è stato un trovatore portoghese, attivo alla fine XIII secolo.
È autore di sei cantigas de amigo, una delle quali dialogata e paralelística. 